# 淋しがりやの恋
淋しがりやの恋（さびしがりやのこい）は、声優の國府田マリ子が出した1stマキシシングルである（8cmシングルも含めると12枚目のシングル）。品番はKICS-785。

## 解説
このシングルより、以前所属していたコナミミュージックエンタテインメントの販売元であるキングレコードに移籍した。

## 収録曲
1. 淋しがりやの恋
  - 作詞・作曲：上田まり、編曲：亀田誠治
2. 忘れないで〜Forever We're Together〜
  - 作詞・作曲：mary-go-round、編曲：亀田誠治
3. へなちょこ
  - 作詞：國府田マリ子、作曲：井上うに、編曲：亀田誠治